# Пердута Ігор Романович
Перду́та І́гор Рома́нович (нар. 15 листопада 1990, Теребовля, Тернопільська область) — український футболіст,  правий захисник полтавської «Ворскли».

## Життєпис

### Ранні роки
Ігор Пердута народився у Теребовлі в родині футболіста-аматора. Саме завдяки батьку хлопець розпочав заняття футболом у рідному місті, де його першим тренером став Олег Стремінський. Після п'ятого класу Пердута переїхав у містечко Копичинці, де продовжив заняття у місцевій команді «Надія», в складі якої брав участь у змаганнях ДЮФЛ. Середню школу Ігор закінчував у спеціалізованому футбольному класі при Тернопільському національному педагогічному університеті. У цьому ж «виші» він продовжив навчання й надалі, виступаючи паралельно за університетську команду ФК «Тернопіль».

### «Нива» (Тернопіль)
На професійному рівні Пердута дебютував 11 квітня 2009 року у складі тернопільської «Ниви», вийшовши на зміну у переможному (2-0) матчі проти хмельницького «Динамо». Того сезону «Нива» впевнено зайняла перше місце у своїй підгрупі та здобула право виступати у першій лізі чемпіонату України. Однак наступний сезон тернополяни розпочали вже без Ігоря Пердути. Футболіст вирушив на перегляд до «Ворскли» і керівництво полтавського клубу ухвалило рішення укласти з молодим футболістом контракт.

### «Ворскла»
Два з половиною сезони Ігор виступав за дублюючий склад полтавчан, дебютувавши на найвищому рівні лише 10 травня 2012 року в матчі проти харківського «Металіста». Втім, після цього Пердута не з'являвся на полі у основному складі «Ворскли» ще близько року, провівши на орендних засадах півсезону в першоліговій київській «Оболоні».
Після повернення з оренди взимку 2013 року новий тренер Сергій Свистун, який до цього тренував дубль дубля, довірився знайомому гравцеві. Пердута з другої половини сезону 2012/13 став гравцем «основи» «Ворскли». Після призначення головним тренером Василя Сачко Пердута став стабільним основним гравцем команди. 28 квітня 2014 року забив дебютний гол у прем'єр-лізі у ворота «Таврії» (Сімферополь). З командою став бронзовим призером чемпіонату у сезоні 2017/18 та фіналістом Кубка України 2019/20.

## Кар'єра в збірній
2011 року у складі студентської збірної України був учасником Універсіади в китайському місті Шеньчжень, де українська команда не подолала груповий етап.
У вересні 2017 року отримав перший виклик у національну збірну України, але на поле не виходив.

## Особисте життя
Дружина — Оксана (1990 р.н.), дизайнер одягу. Одружилися 24 травня 2014 року у Теребовлі. Виховує доньок Емілію (1.05 2017 р.н.) й Алісію (15.11.2020р.н)

## Досягнення
- Переможець групи «А» другої ліги чемпіонату України (1): 2008/09
- Бронзовий призер чемпіонату України: 2017/18
- Фіналіст Кубка України: 2019/20